# Frederick (Oklahoma)
Frederick – miasto w Stanach Zjednoczonych, w stanie Oklahoma, w hrabstwie Tillman.